# Juliusz Kleiner
Juliusz Kleiner (ur. 24 kwietnia 1886 we Lwowie, zm. 23 marca 1957 w Krakowie) – polski historyk literatury polskiej.

## Życiorys
Pochodził ze spolonizowanej rodziny Hermana Kleinera, inżyniera architekta, i Zofii z Finkelsteinów. Ukończył w 1904 IV Gimnazjum we Lwowie, następnie studiował polonistykę, germanistykę i filozofię na Uniwersytecie Lwowskim. Pomiędzy 1905 a 1908 był stypendystą Ossolineum. W 1908 uzyskał doktorat z polonistyki i germanistyki i rozpoczął pracę w szkolnictwie średnim. W latach 1910–1911 studiował w Niemczech i Francji. Pracował jako zastępca nauczyciela w C. K. Gimnazjum VII we Lwowie, po czym jesienią 1909 został mianowany nauczycielem rzeczywistym w C. K. VI Gimnazjum we Lwowie. Egzamin doktorski na podstawie Studiów o Słowackim odbył się w 1909 sub auspiciis Imperatoris. W 1912 habilitował się na Uniwersytecie Lwowskim na podstawie monografii o Zygmuncie Krasińskim. W latach 1916–1920 był profesorem Uniwersytetu Warszawskiego, a od 1920 Uniwersytetu Jana Kazimierza we Lwowie, gdzie kierował Oddziałem Filologii Polskiej Nowszej Zakładu Filologii Polskiej. Od 1919 był członkiem PAU, od 1933 Polskiej Akademii Literatury, od 1952 członkiem rzeczywistym PAN.
W czasie okupacji radzieckiej Lwowa (1939–1941) był zatrudniony na lwowskim Uniwersytecie, który wówczas nosił okupacyjną nazwę im. Iwana Franki, broniąc zajęć po polsku. 17 września 1940 roku wstąpił do Związku Radzieckich Pisarzy Ukrainy. W czasie okupacji niemieckiej (1941–1944) ukrywał się jako Jan Zalutyński na Lubelszczyźnie – Stefania Skwarczyńska, uratowana przezeń z Kazachstanu, umieściła go u rodzin Fudakowskich, Teleżyńskich i Żółtowskich (Krasnobród, Wilkołaz, Milejów).
Po wojnie zamieszkał w Lublinie. W latach 1944–1947 był tam profesorem KUL. W 1947 przeniósł się do Krakowa, gdzie 2 stycznia został mianowany profesorem nadzwyczajnym Uniwersytetu Jagiellońskiego.
W Krakowie mieszkał do śmierci. Pochowany na cmentarzu Rakowickim (kwatera XIX-płn-4).
Badania nad romantyzmem
Pracę naukową rozpoczął wcześnie. W 1906 ukazała się w czasopiśmie Biblioteka Warszawska pierwsza jego rozprawa pt. Patriotyzm Słowackiego. W 1910 wyszła jego pierwsza książka Studia o Słowackim, a w dwa lata później dwutomowa monografia Zygmunt Krasiński. Dzieje myśli, która ukazuje Krasińskiego jako intelektualistę i poetę filozoficznego, przedstawia ewolucję jego myśli i rozwój osobowości. Jest to monografia dziejów myśli filozoficzno-społecznej (historia idei) czasów, w których poeta żył. Podczas swej pracy naukowej koncentrował się na poetach romantycznych. Trzem wieszczom epoki romantyzmu poświęcił monografie, a najwięcej czasu udzielił badaniom nad twórczością Słowackiego. Owocem tego jest wielka monografia o Słowackim. Tom pierwszy pt. Twórczość młodzieńcza ukazał się w 1919, tom drugi pt. Od Balladyny do Lilli Wenedy w 1920, tom trzeci pt. Okres Beniowskiego w 1923, natomiast tom czwarty Poeta mistyk w 1927. Wiele lat poświęcił również badaniu twórczości Mickiewicza. W 1934 ukazał się pierwszy tom monografii pt. Dzieje Gustawa. Został on wznowiony po wojnie w 1948, w tym samym roku ukazał się tom drugi Dzieje Konrada.
Nauka o literaturze
Inny dział twórczości naukowej Kleinera obejmują studia z zakresu teorii literatury. Przyjmował filozofię za najważniejszy element w badaniach literackich, ukazując związek literatury i wiedzy o literaturze z filozofią. Pierwsza – teoretyczna rozprawa – nosi tytuł Charakter i przedmiot badań literackich. W 1925 wydał obszerny tom pt. Studia z zakresu teorii literatury i filozofii, zawierający m.in. rozprawy: Romantyzm, Treść i forma w poezji, Z zagadnień bergsonizmu i romantyzmu.
Śmierć przerwała pracę uczonego nad pomnikowym wydaniem krytycznym Dzieł wszystkich Słowackiego, zainicjowanym w 1924. Wydał, uporządkował lub zrekonstruował wiele tekstów poezji romantycznej. Jego ostatnią pracę nad uporządkowaniem i zrekonstruowaniem dramatu Zawisza Czarny nazwano „poematem filologicznym”. Po jego śmierci edycję Dzieł wszystkich dokończył Władysław Floryan ze współpracownikami (ostatni tom, XVII, ukazał się w 1976).
Jest autorem podręcznikowego Zarysu historii literatury polskiej (dwa tomy, 1932 i 1939, oraz wyd. wznowione od 1947 przez Ossolineum we Wrocławiu), tomu szkiców pt. W kręgu Mickiewicza i Goethego, rozpraw, recenzji, sprawozdań, wspomnień. Odegrał wielką, nowatorską rolę w dziejach polskiej humanistyki na początku XX wieku. Bronił tezy – wbrew przekonaniom pozytywistów (Hippolyte Taine) – o odrębności przedmiotu i metod badawczych nauk humanistycznych oraz nauk przyrodniczych. Był prezesem Towarzystwa Literackiego im. Adama Mickiewicza.

## Życie prywatne
Z zawartego w 1928 małżeństwa z Marią z Kębłowskich pozostawił dwoje dzieci: Witolda (ur. 25 maja 1929), matematyka, wykładowcę UJ, oraz Anielę zam. Łopuszyńską (ur. 1 kwietnia 1933), fizyka jądrowego, pracownicę naukową IBJ w Świerku.

## Publikacje
Dorobek naukowy Kleinera jest bardzo obszerny (ponad 500 prac).
- „On Konrad Wallenrod”, „Twórczość”, No. 4, 1945[8].
- Zarys Dziejów Literatury Polskiej 1963.
- Zarys Dziejów Literatury Polskiej, Języka Polskiego, Tom Drugi, Wydanie II, współautor  Aleksander Bruckner, 1947.
- Pojęcie idei u Berkeleya. Lwów: 1910. Brak numerów stron w książce[9].

## Ordery i odznaczenia
- Order Sztandaru Pracy I klasy (25 kwietnia 1956)[10]
- Krzyż Komandorski Orderu Odrodzenia Polski (dwukrotnie: 10 listopada 1938[11], 1954[12])
- Medal 10-lecia Polski Ludowej (14 stycznia 1955)[13]

## Nagrody
- Nagroda krakowskiej Akademii Umiejętności im. Probusa Barczewskiego za rozprawę habilitacyjną o Krasińskim (1913)[14]
- Nagroda krakowskiej Akademii Umiejętności im. Probusa Barczewskiego za pracę Juliusz Słowacki. Dzieje twórczości (1928)[12]